# مغير البعد
مغير البعد هو تحويل هندسي يحول كل نقطة أ في المستوى إلى نقطة أخرى أَ في نفس المستوى
```
مغير البعد ( و ، ك ) مركزه ( و ) و معاملة (ك) حيث وأَ = | ك | × وأ
ونرمز له مـ ( و ، ك ) = ( أ َ) و يقرأ :أَ  صورة النقطة أ بمغير بعد مركزه نقطة و ، و معامله ك
     | ك | = ك   عندما ك > 0   ، | ك |  = - ك  عندما ك < 0
```

مغير البعد يحول الشكل إلى شكل مشابه له يساويه في قياسات الزوايا وتتناسب أضلاعه مع الشكل الصورة
بخلاف الانعكاس والانتقال والدوران الذي يحول الشكل إلى شكل مطابق له

## خواص مغير البعد
- يحافظ على النسب بين الأبعاد
- يحافظ على الاستقامة والبينية
- يحافظ على قياسات الزوايا
- يحافظ على التوازي